# Marisol Ayuso
María Soledad Ayuso Domínguez, más conocida como Marisol Ayuso (Madrid, 19 de mayo de 1943), es una actriz española de teatro, cine y televisión. Se la conoce especialmente por interpretar a Eugenia García García en la popular serie Aída.

## Biografía
Hija del actor Pedro Pablo Ayuso y de la aristócrata Soledad Domínguez y Giraldes (nieta del vizconde de Trancoso). Es descendiente directa del Rey Carlos IV de España, ya que es retataranieta de su hijo el infante Francisco de Paula de Borbón. Igualmente, a través de su retatarabuela la princesa Luisa Carlota de Borbón-Dos Sicilias, está emparentada con esa rama italiana de la Casa de Borbón.
Tiene tres hermanos mayores: Carlos (1933), María Cristina (1935), María Isabel (1942), y una bastante más joven, María José (1957). En 1970 tuvo una hija con el dramaturgo Juan José Alonso Millán.
En sus comienzos destacó sobre todo en el género de la revista, debutando como bailarina junto a Marujita Díaz en el Teatro Maravillas.
Durante las décadas de 1960 y 1970 se dedica sobre todo al teatro, tanto en papeles de vedette como en comedia, estrenado entre otros, a Miguel Mihura y Alfonso Paso. Compagina esta actividad con incursiones cinematográficas, destacando su labor en Objetivo: bi-ki-ni, junto a Gracita Morales y José Luis López Vázquez.
Ya en los 80 se centra fundamentalmente en la actividad teatral. Ha trabajado con actrices como Pilar Bardem, María Luisa Merlo, Amparo Baró y Lina Morgan, con quién mantuvo una larga amistad.
La mayor popularidad le llega a través de la televisión desde 2005, con el papel de Eugenia García en la popular serie Aída. En 2025 retomó su papel junto a Paco León la película Aída y vuelta.
Tras la finalización de la serie, 9 años después, retomó su carrera teatral, con títulos como Pluto, Los caciques o La madre que me parió.

## Filmografía

### Cine
| Año  | Título                                  | Personaje              | Dirección                              |
| ---- | --------------------------------------- | ---------------------- | -------------------------------------- |
| 1960 | Aventuras de Don Quijote (cortometraje) | La sobrina             | Eduardo García Maroto                  |
| 1960 | La corista                              | Bailarina              | José María Elorrieta                   |
| 1961 | Cariño mío                              | Hija del burgomaestre  | Rafael Gil y Hans Grimm                |
| 1961 | Juventud a la intemperie                | Susana                 | Ignacio F. Iquino                      |
| 1962 | Todos eran culpables                    | Pilar                  | León Klimovsky                         |
| 1962 | Vampiresas 1930                         |                        | Jesús Franco                           |
| 1964 | El pecador y la bruja                   | Gretel                 | Julio Buchs                            |
| 1967 | Operación cabaretera                    | Sonia                  | Mariano Ozores                         |
| 1967 | Una bruja sin escoba                    | Elisa                  | José María Elorrieta                   |
| 1968 | ¡Cómo está el servicio!                 | Remedios "La Gasolina" | Mariano Ozores                         |
| 1968 | Llaman de Jamaica, Mr. Ward             |                        | Julio Salvador y Mel Welles            |
| 1969 | Objetivo bi-ki-ni                       | Irina                  | Mariano Ozores                         |
| 1969 | Cuatro noches de boda                   | Catalina Gómez Cortés  | Mariano Ozores                         |
| 1969 | Mi marido y sus complejos               | Mujer de Julián        | Luis María Delgado                     |
| 1969 | Siete minutos para morir                | Sonya                  | Ramón Fernández                        |
| 1970 | La tonta del bote                       | Trini                  | Juan de Orduña                         |
| 1970 | Verano 70                               | Julia                  | Pedro Lazaga                           |
| 1971 | Aunque la hormona se vista de seda...   | Chica miope            | Vicente Escrivá                        |
| 1973 | Lo verde empieza en los Pirineos        | Aurelia mujer de Roma  | Vicente Escrivá                        |
| 1975 | Cómo matar a papá...sin hacerle daño    | Verónica               | Ramón Fernández                        |
| 1977 | Ésta lo que es...                       | Lola                   | Ramón Fernández                        |
| 1977 | Chely                                   | Mery                   | Ramón Fernández                        |
| 1982 | Loca por el circo                       | Felisa                 | Luis María Delgado                     |
| 1985 | El rollo de septiembre                  | Madre de Alicia        | Mariano Ozores                         |
| 1987 | Esto es un atraco                       | Clara                  | Mariano Ozores                         |
| 1987 | Desmadre matrimonial                    | Matilde                | Juan Guerra, Andrés Pajares            |
| 1992 | La venganza de la Petra                 | Eudoxia                | Víctor Andrés Catena, Juan Villaescusa |
| 1993 | Celeste... no es un color               | Marga                  | Víctor Andrés Catena                   |
| 1998 | La hora de los valientes                | Dueña de meendero      | Antonio Mercero                        |
| 2005 | Don Juan de Alcalá 2005                 | Brígida                | Jaime Azpilicueta                      |
| 2018 | Loca Olivia                             | Médium                 | Mariu Bárcena                          |
| 2023 | Mi otro Jon                             | Sofía                  | Paco Arango                            |
| 2025 | Aída y vuelta                           | Eugenia García         | Paco León                              |

### Teatro
- Boeing boeing (1962)
- La corbata (1963)
- La tetera (1965)
- La llave en el desván (1967)
- Atrapar a un asesino (1968)
- El alma se serena (1968)
- Por lo menos tres (1969)
- Amor dañino o la víctima de sus virtudes (1969)
- Llama un inspector (1972)
- El lindo Don Diego (1972)[4]
- El seductor (1973)
- Los viernes a las seis (1977), de Juan José Alonso Millán.
- Compañero te doy (1978)[5]
- Barba Azul y sus mujeres (1980)[6]
- Los misterios de la carne (1980), de Juan José Alonso Millán.
- La vieja señorita del paraíso (1981), de Antonio Gala.
- Sonrisas y lágrimas (1982)
- La movida (1983)
- La barca sin pescador (1984)
- Celeste no es un color (1991)
- Las de Caín (1993)
- Es mi hombre (1994)
- Cuando el gato no está (1996)[7]
- Trampa mortal (1999), de Ira Levin
- Las entretenidas (2002)
- El cianuro ¿sólo o con leche? (2003)
- Los verdes campos del Edén (2004), de Antonio Gala
- Don Juan en Alcalá (2005)
- La venganza de la Petra (2006)
- Pluto (2015)
- Los caciques (2015)
- La madre que me parió (2017-2022)

### Televisión
| Año       | Título                              | Cadena    | Papel             | Notas         |
| --------- | ----------------------------------- | --------- | ----------------- | ------------- |
| 1961      | Gran teatro                         | La 1      |                   | 1 episodio    |
| 1964      | Mañana puede ser verdad             | La 1      |                   | 1 episodio    |
| 1964      | 30 grados a la sombra               | La 1      |                   | 2 episodios   |
| 1965      | Tal para cual                       | La 1      |                   | 1 episodio    |
| 1967      | Escuela de matrimonios              | La 1      | Secretaria        | 2 episodios   |
| 1967      | Las 12 caras de Juan                | La 1      | Irene             | 2 episodios   |
| 1968-1973 | Estudio 1                           | La 1      | Varios personajes | 5 episodios   |
| 1969      | La risa española                    | La 1      |                   | 1 episodio    |
| 1969      | Teatro de siempre                   | La 1      | Leticia           | 1 episodio    |
| 1969      | Vivir para ver                      | La 1      |                   | 1 episodio    |
| 1975      | Palabras cruzadas                   | La 1      | Margaret Wilkes   | 1 episodio    |
| 1979      | Telecomedia                         | La 1      |                   | 1 episodio    |
| 1979      | Que usted lo mate bien              | La 1      |                   | 3 episodios   |
| 1986      | Tarde de teatro                     | La 1      |                   | 1 episodio    |
| 1994      | Encantada de la vida                | Antena 3  |                   | 1 episodio    |
| 1994      | Farmacia de guardia                 | Antena 3  | Doña Carmen       | 1 episodio    |
| 1995      | La revista                          | La 1      |                   | 1 episodio    |
| 1995      | ¿Quién da la vez?                   | Antena 3  |                   | 1 episodio    |
| 1996-1997 | Hostal Royal Manzanares             | La 1      | Milagros          | 10 episodios  |
| 1998      | Vida y sainete                      | La 1      |                   | 4 episodios   |
| 1998      | Manos a la obra                     | Antena 3  | Doña Elena        | 1 episodio    |
| 2000      | El comisario                        | Telecinco | Marcela Rubio     | 1 episodio    |
| 2002      | Policías, en el corazón de la calle | Antena 3  | Emiliana          | 1 episodio    |
| 2004      | ¿Se puede?                          | La 1      |                   | 1 episodio    |
| 2005-2014 | Aída                                | Telecinco | Eugenia García    | 235 episodios |
| 2015      | Olmos y Robles                      | La 1      | Madre superiora   | 1 episodio    |
| 2018      | Cuerpo de élite                     | Antena 3  | Lourdes           | 1 episodio    |